# Expedición militar contra los Beni Iznassen (1859)
La expedición militar francesa contra los Beni Iznassen fue una expedición militar francesa dirigida desde la Argelia francesa en 1859, dando lugar a respuestas bélicas en un territorio a caballo entre Marruecos y Argelia.
Esta expedición estaba compuesta por soldados franceses y zuavos y tuvo lugar 15 años después de la batalla de Isly.
En la fuerza expedicionaria estalló una epidemia de cólera con una rapidez y, sobre todo, intensidad inusitadas. El servicio de salud no fue capaz de tomar medidas efectivas de inmediato y detener, desde el principio, el progreso de la enfermedad. Sin embargo, la organización del servicio de salud había sido objeto de preocupaciones muy especiales por parte del mando, y es muy probable que esta organización no hubiera tenido ningún reproche que sufrir si no se hubiera enfrentado a una epidemia tan grave. Esta epidemia causó un total de 2393 muertes entre las tropas francesas.